# Dendrochilum pangasinanense
Dendrochilum pangasinanense är en orkidéart som beskrevs av Oakes Ames. Dendrochilum pangasinanense ingår i släktet Dendrochilum och familjen orkidéer. Inga underarter finns listade i Catalogue of Life.